# Michael Hixon
Michael Hixon (Amherst, 16 de julho de 1994) é um saltador estadunidense, medalhista olímpico. 

## Carreira

### Rio 2016
Michael Hixon representou seu país nos Jogos Olímpicos de Verão de 2016, na qual conquistou uma medalha de prata, no trampolim sincronizado com Sam Dorman. 
No trampolim individual Hixon não fez uma boa final terminando apenas em 10º com 431.65 pts.